# Nega Tide
Erotides Helena da Silva, mais conhecida como Nega Tide (Florianópolis, 6 de agosto de 1945 - Florianópolis, 18 de janeiro de 2010) foi uma sambista e servidora pública brasileira, sendo famosa no circuito do Carnaval de Florianópolis.
Foi a primeira mulher a ser seis vezes consecutivas cidadã-samba de Florianópolis, lhe rendendo o título de Eterna Cidadã Samba. Desfilava pela Copa Lord, mas era conhecida como autoridade em todo o meio carnavalesco de cidade.

## Carnaval
O começo de sua carreira de sambista foi no Morro do Mocotó, o que levava ela a dizer que era Protegidos "de coração". Seu primeiro desfile, ainda criança, foi com a família na Escola de Samba Alvim Barbosa. Aos 10 anos, estreou na Protegidos da Princesa. Saiu da Protegidos e foi para a Filhos do Continente, depois para a Império do Samba e finalmente, em 1969, ela chega a Embaixada Copa Lord, sua escola "por convicção", onde ela desfilaria pelo resto da vida.
Foi por muito tempo a recordista de vitórias no concurso de cidadã-samba, vencendo por seis vezes consecutivas - 1965, 1966, 1967, 1968, 1969 e 1970 - se tornando hors concurs e recebendo o título de Eterna Cidadã Samba. Ainda é a segunda maior vencedora do concurso. Torcedora da Mangueira, costumava viajar para o Rio de Janeiro para assistir aos desfiles das Campeãs do carnaval carioca.
Em 2009, foi homenageada pelo enredo do bloco Ostra do Guigui.

## Vida pessoal
Nasceu na Maternidade Carlos Correia, morou no Morro do Céu até os 18 anos, quando se mudou para o Morro da 25, ambos na região central de Florianópolis.
Durante a vida, foi servidora pública do Estado e, na altura de sua morte, trabalhava na Secretaria Municipal de Turismo de Florianópolis. Torcia para o Avaí e o Flamengo. Era filiada ao PMDB, onde se candidatou a deputada estadual. Teve um filho, André.

## Morte e legado
Após passar alguns anos tratando um câncer no pé, Nega Tide faleceu em 18 de janeiro de 2010 aos 65 anos, no Hospital Universitário da UFSC, em Florianópolis, em decorrência de uma parada respiratória. Em respeito, ensaios de escolas de samba foram cancelados e a Liga dos Blocos Carnavalescos decretou luto por sete dias. Uma homenagem foi feita no Estádio Orlando Scarpelli. Foi enterrada no Cemitério São Francisco de Assis, no Itacorubi, também em Florianópolis.
Como acontece com todas as figuras lendárias do carnaval florianopolitano, uma boneca gigante do Berbigão do Boca foi feita no ano seguinte em homenagem a ela. Uma Sala de Atos no Mercado Público de Florianópolis e um prédio do Complexo Nego Quirido, conhecido como Camarote Nega Tide, receberam o nome dela. A Câmara Municipal de Florianópolis também instituiu uma premiação, o Troféu Nega Tide, dado a aqueles que se destacaram no carnaval da cidade.